# Giro d’Italia 2018/Fahrerfeld
Dieser Artikel gibt das Fahrerfeld des Giro d’Italia 2018 wieder. Die Teilnehmer und deren Ergebnisse sind dabei nach Teams aufgeteilt.
| Team Sunweb SUN | Team Sunweb SUN        | Team Sunweb SUN |
| --------------- | ---------------------- | --------------- |
| Nr.             | Fahrer                 | Platz           |
| 1               | Tom Dumoulin (NED)     | 2.              |
| 2               | Roy Curvers (NED)      | 128.            |
| 3               | Chad Haga (USA)        | 71.             |
| 4               | Chris Hamilton (AUS)   | 103.            |
| 5               | Lennard Hofstede (NED) | 144.            |
| 6               | Sam Oomen (NED)        | 9.              |
| 7               | Laurens ten Dam (NED)  | 35.             |
| 8               | Louis Vervaeke (BEL)   | DNF-19          |

| AG2R La Mondiale ALM | AG2R La Mondiale ALM    | AG2R La Mondiale ALM |
| -------------------- | ----------------------- | -------------------- |
| Nr.                  | Fahrer                  | Platz                |
| 11                   | Alexandre Geniez (FRA)  | 11.                  |
| 12                   | François Bidard (FRA)   | 37.                  |
| 13                   | Mikaël Chérel (FRA)     | DNF-19               |
| 14                   | Nico Denz (GER)         | 62.                  |
| 15                   | Hubert Dupont (FRA)     | 20.                  |
| 16                   | Quentin Jauregui (FRA)  | 48.                  |
| 17                   | Matteo Montaguti (ITA)  | 42.                  |
| 18                   | Clément Venturini (FRA) | 104.                 |

| Androni Giocattoli-Sidermec ANS | Androni Giocattoli-Sidermec ANS | Androni Giocattoli-Sidermec ANS |
| ------------------------------- | ------------------------------- | ------------------------------- |
| Nr.                             | Fahrer                          | Platz                           |
| 21                              | Francesco Gavazzi (ITA)         | 53.                             |
| 22                              | Davide Ballerini (ITA)          | 68.                             |
| 23                              | Manuel Belletti (ITA)           | 123.                            |
| 24                              | Mattia Cattaneo (ITA)           | 33.                             |
| 25                              | Marco Frapporti (ITA)           | 119.                            |
| 26                              | Fausto Masnada (ITA)            | 26.                             |
| 27                              | Rodolfo Torres (COL)            | 59.                             |
| 28                              | Andrea Vendrame (ITA)           | 90.                             |

| Astana AST | Astana AST               | Astana AST |
| ---------- | ------------------------ | ---------- |
| Nr.        | Fahrer                   | Platz      |
| 31         | Miguel Ángel López (COL) | 3.         |
| 32         | Pello Bilbao (ESP)       | 6.         |
| 33         | Jan Hirt (CZE)           | 46.        |
| 34         | Tanel Kangert (EST)      | DNS-13     |
| 35         | Alexei Luzenko (KAZ)     | 87.        |
| 36         | Luis León Sánchez (ESP)  | 25.        |
| 37         | Davide Villella (ITA)    | 70.        |
| 38         | Andrei Seiz (KAZ)        | 67.        |

| Bahrain-Merida TBM | Bahrain-Merida TBM        | Bahrain-Merida TBM |
| ------------------ | ------------------------- | ------------------ |
| Nr.                | Fahrer                    | Platz              |
| 41                 | Domenico Pozzovivo (ITA)  | 5.                 |
| 42                 | Manuele Boaro (ITA)       | 75.                |
| 43                 | Niccolò Bonifazio (ITA)   | 113.               |
| 44                 | Matej Mohorič (SLO)       | 30.                |
| 45                 | Antonio Nibali (ITA)      | 100.               |
| 46                 | Domen Novak (SLO)         | 101.               |
| 47                 | Kanstantsin Siutsou (BLR) | DNS-1              |
| 48                 | Giovanni Visconti (ITA)   | 38.                |

| Bardiani CSF BRD | Bardiani CSF BRD         | Bardiani CSF BRD |
| ---------------- | ------------------------ | ---------------- |
| Nr.              | Fahrer                   | Platz            |
| 51               | Giulio Ciccone (ITA)     | 40.              |
| 52               | Simone Andreetta (ITA)   | 125.             |
| 53               | Enrico Barbin (ITA)      | 94.              |
| 54               | Andrea Guardini (ITA)    | DNF-4            |
| 55               | Mirco Maestri (ITA)      | DNF-19           |
| 56               | Manuel Senni (ITA)       | DNF-15           |
| 57               | Paolo Simion (ITA)       | 145.             |
| 58               | Alessandro Tonelli (ITA) | DNS-15           |

| BMC Racing Team BMC | BMC Racing Team BMC          | BMC Racing Team BMC |
| ------------------- | ---------------------------- | ------------------- |
| Nr.                 | Fahrer                       | Platz               |
| 61                  | Rohan Dennis (AUS)           | 16.                 |
| 62                  | Alessandro De Marchi (ITA)   | 65.                 |
| 63                  | Jempy Drucker (LUX)          | 118.                |
| 64                  | Kilian Frankiny (SUI)        | 43.                 |
| 65                  | Nicolas Roche (IRL)          | DNF-15              |
| 66                  | Jürgen Roelandts (BEL)       | 124.                |
| 67                  | Francisco José Ventoso (ESP) | 89.                 |
| 68                  | Loïc Vliegen (BEL)           | DNF-15              |

| Bora-Hansgrohe BOH | Bora-Hansgrohe BOH        | Bora-Hansgrohe BOH |
| ------------------ | ------------------------- | ------------------ |
| Nr.                | Fahrer                    | Platz              |
| 71                 | Davide Formolo (ITA)      | 10.                |
| 72                 | Cesare Benedetti (ITA)    | 108.               |
| 73                 | Sam Bennett (IRL)         | 112.               |
| 74                 | Felix Großschartner (AUT) | 27.                |
| 75                 | Patrick Konrad (AUT)      | 7.                 |
| 76                 | Christoph Pfingsten (GER) | 58.                |
| 77                 | Andreas Schillinger (GER) | 139.               |
| 78                 | Rüdiger Selig (GER)       | DNS-6              |

| Groupama-FDJ GFC | Groupama-FDJ GFC            | Groupama-FDJ GFC |
| ---------------- | --------------------------- | ---------------- |
| Nr.              | Fahrer                      | Platz            |
| 81               | Thibaut Pinot (FRA)         | DNS-21           |
| 82               | William Bonnet (FRA)        | DNF-19           |
| 83               | Matthieu Ladagnous (FRA)    | DNF-21           |
| 84               | Steve Morabito (SUI)        | 79.              |
| 85               | Georg Preidler (AUT)        | 29.              |
| 86               | Sébastien Reichenbach (SUI) | 22.              |
| 87               | Anthony Roux (FRA)          | 76.              |
| 88               | Jérémy Roy (FRA)            | 109.             |

| Israel Cycling Academy ICA | Israel Cycling Academy ICA | Israel Cycling Academy ICA |
| -------------------------- | -------------------------- | -------------------------- |
| Nr.                        | Fahrer                     | Platz                      |
| 91                         | Ben Hermans (BEL)          | 45.                        |
| 92                         | Guillaume Boivin (CAN)     | 117.                       |
| 93                         | Zak Dempster (AUS)         | 126.                       |
| 94                         | Krists Neilands (LAT)      | 73.                        |
| 95                         | Guy Niv (ISR)              | DNF-5                      |
| 96                         | Rubén Plaza (ESP)          | 47.                        |
| 97                         | Kristian Sbaragli (ITA)    | 111.                       |
| 98                         | Guy Sagiv (ISR)            | 141.                       |

| Lotto-Soudal LTS | Lotto-Soudal LTS         | Lotto-Soudal LTS |
| ---------------- | ------------------------ | ---------------- |
| Nr.              | Fahrer                   | Platz            |
| 101              | Tim Wellens (BEL)        | DNS-14           |
| 102              | Sander Armée (BEL)       | 57.              |
| 103              | Lars Bak (DEN)           | 106.             |
| 104              | Victor Campenaerts (BEL) | DNS-17           |
| 105              | Jens Debusschere (BEL)   | 136.             |
| 106              | Adam Hansen (AUS)        | 60.              |
| 107              | Tosh Van der Sande (BEL) | DNF-17           |
| 109              | Frederik Frison (BEL)    | 142.             |

| Mitchelton-Scott MTS | Mitchelton-Scott MTS          | Mitchelton-Scott MTS |
| -------------------- | ----------------------------- | -------------------- |
| Nr.                  | Fahrer                        | Platz                |
| 111                  | Esteban Chaves (COL)          | 72.                  |
| 112                  | Sam Bewley (NZL)              | 130.                 |
| 113                  | Jack Haig (AUS)               | 36.                  |
| 114                  | Christopher Juul-Jensen (DEN) | 74.                  |
| 115                  | Roman Kreuziger (CZE)         | 55.                  |
| 116                  | Mikel Nieve (ESP)             | 17.                  |
| 117                  | Svein Tuft (CAN)              | 147.                 |
| 118                  | Simon Yates (GBR)             | 21.                  |

| Movistar Team MOV | Movistar Team MOV        | Movistar Team MOV |
| ----------------- | ------------------------ | ----------------- |
| Nr.               | Fahrer                   | Platz             |
| 121               | Carlos Betancur (COL)    | 15.               |
| 122               | Richard Carapaz (ECU)    | 4.                |
| 123               | Víctor de la Parte (ESP) | 39.               |
| 124               | Rubén Fernández (ESP)    | 85.               |
| 125               | Antonio Pedrero (ESP)    | 92.               |
| 126               | Dayer Quintana (COL)     | 82.               |
| 127               | Eduardo Sepúlveda (ARG)  | 96.               |
| 128               | Rafael Valls (ESP)       | DNF-10            |

| Quick-Step Floors QST | Quick-Step Floors QST       | Quick-Step Floors QST |
| --------------------- | --------------------------- | --------------------- |
| Nr.                   | Fahrer                      | Platz                 |
| 131                   | Elia Viviani (ITA)          | 132.                  |
| 132                   | Eros Capecchi (ITA)         | 49.                   |
| 133                   | Rémi Cavagna (FRA)          | 115.                  |
| 134                   | Michael Mørkøv (DEN)        | 107.                  |
| 135                   | Fabio Sabatini (ITA)        | 129.                  |
| 136                   | Maximilian Schachmann (GER) | 31.                   |
| 137                   | Florian Sénéchal (FRA)      | 135.                  |
| 138                   | Zdeněk Štybar (CZE)         | 80.                   |

| Dimension Data DDD | Dimension Data DDD               | Dimension Data DDD |
| ------------------ | -------------------------------- | ------------------ |
| Nr.                | Fahrer                           | Platz              |
| 141                | Louis Meintjes (RSA)             | DNS-17             |
| 142                | Igor Antón (ESP)                 | DNF-15             |
| 143                | Natnael Berhane (ERI)            | 83.                |
| 144                | Ryan Gibbons (RSA)               | 84.                |
| 145                | Ben King (USA)                   | 44.                |
| 146                | Ben O’Connor (AUS)               | DNF-19             |
| 147                | Jacques Janse van Rensburg (RSA) | 78.                |
| 148                | Jacobus Venter (RSA)             | 95.                |

| EF Education First-Drapac EFD | EF Education First-Drapac EFD | EF Education First-Drapac EFD |
| ----------------------------- | ----------------------------- | ----------------------------- |
| Nr.                           | Fahrer                        | Platz                         |
| 151                           | Michael Woods (CAN)           | 19.                           |
| 152                           | Thomas Scully (NZL)           | DNS-14                        |
| 153                           | Hugh Carthy (GBR)             | 77.                           |
| 154                           | Mitchell Docker (AUS)         | 131.                          |
| 155                           | Joseph Dombrowski (USA)       | 63.                           |
| 156                           | Sacha Modolo (ITA)            | 88.                           |
| 157                           | Tom Van Asbroeck (BEL)        | 133.                          |
| 158                           | Nathan Brown (USA)            | 52.                           |

| Katusha-Alpecin TKA | Katusha-Alpecin TKA         | Katusha-Alpecin TKA |
| ------------------- | --------------------------- | ------------------- |
| Nr.                 | Fahrer                      | Platz               |
| 161                 | Maxim Belkow (RUS)          | 127.                |
| 162                 | Alex Dowsett (GBR)          | 120.                |
| 163                 | José Gonçalves (POR)        | 14.                 |
| 164                 | Wjatscheslaw Kusnezow (RUS) | 105.                |
| 165                 | Maurits Lammertink (NED)    | 41.                 |
| 166                 | Tony Martin (GER)           | 110.                |
| 167                 | Baptiste Planckaert (BEL)   | 116.                |
| 168                 | Mads Würtz Schmidt (DEN)    | 81.                 |

| LottoNL-Jumbo TLJ | LottoNL-Jumbo TLJ       | LottoNL-Jumbo TLJ |
| ----------------- | ----------------------- | ----------------- |
| Nr.               | Fahrer                  | Platz             |
| 171               | Enrico Battaglin (ITA)  | 34.               |
| 172               | George Bennett (NZL)    | 8.                |
| 173               | Koen Bouwman (NED)      | 50.               |
| 174               | Jos van Emden (NED)     | 99.               |
| 175               | Robert Gesink (NED)     | 23.               |
| 176               | Gijs Van Hoecke (BEL)   | 122.              |
| 177               | Bert-Jan Lindeman (NED) | 114.              |
| 178               | Danny van Poppel (NED)  | 121.              |

| Team Sky SKY | Team Sky SKY           | Team Sky SKY |
| ------------ | ---------------------- | ------------ |
| Nr.          | Fahrer                 | Platz        |
| 181          | Chris Froome (GBR)     | 1.           |
| 182          | David de la Cruz (ESP) | 56.          |
| 183          | Kenny Elissonde (FRA)  | 51.          |
| 184          | Sergio Henao (COL)     | 13.          |
| 185          | Wassil Kiryjenka (BLR) | DNF-19       |
| 186          | Christian Knees (GER)  | 91.          |
| 187          | Wout Poels (NED)       | 12.          |
| 188          | Salvatore Puccio (ITA) | 64.          |

| Trek-Segafredo TFS | Trek-Segafredo TFS       | Trek-Segafredo TFS |
| ------------------ | ------------------------ | ------------------ |
| Nr.                | Fahrer                   | Platz              |
| 191                | Gianluca Brambilla (ITA) | 18.                |
| 192                | Laurent Didier (LUX)     | 97.                |
| 193                | Niklas Eg (DEN)          | 93.                |
| 194                | Markel Irízar (ESP)      | 134.               |
| 195                | Ryan Mullen (IRL)        | 138.               |
| 196                | Jarlinson Pantano (COL)  | 54.                |
| 197                | Boy van Poppel (NED)     | 137.               |
| 198                | Mads Pedersen (DEN)      | 140.               |

| UAE Team Emirates UAD | UAE Team Emirates UAD      | UAE Team Emirates UAD |
| --------------------- | -------------------------- | --------------------- |
| Nr.                   | Fahrer                     | Platz                 |
| 201                   | Fabio Aru (ITA)            | DNF-19                |
| 202                   | Darwin Atapuma (COL)       | 61.                   |
| 203                   | Valerio Conti (ITA)        | 24.                   |
| 204                   | Vegard Stake Laengen (NOR) | 102.                  |
| 205                   | Marco Marcato (ITA)        | 69.                   |
| 206                   | Manuele Mori (ITA)         | 66.                   |
| 207                   | Jan Polanc (SLO)           | 32.                   |
| 208                   | Diego Ulissi (ITA)         | 28.                   |

| Wilier Triestina-Selle Italia WIL | Wilier Triestina-Selle Italia WIL | Wilier Triestina-Selle Italia WIL |
| --------------------------------- | --------------------------------- | --------------------------------- |
| Nr.                               | Fahrer                            | Platz                             |
| 211                               | Jakub Mareczko (ITA)              | DNF-9                             |
| 212                               | Liam Bertazzo (ITA)               | 143.                              |
| 213                               | Marco Coledan (ITA)               | 146.                              |
| 214                               | Giuseppe Fonzi (ITA)              | 149.                              |
| 215                               | Jacopo Mosca (ITA)                | 98.                               |
| 216                               | Alex Turrin (ITA)                 | 86.                               |
| 217                               | Edoardo Zardini (ITA)             | DNS-7                             |
| 218                               | Eugert Zhupa (ALB)                | 148.                              |

| Team Sunweb SUN | Team Sunweb SUN        | Team Sunweb SUN |
| --------------- | ---------------------- | --------------- |
| Nr.             | Fahrer                 | Platz           |
| 1               | Tom Dumoulin (NED)     | 2.              |
| 2               | Roy Curvers (NED)      | 128.            |
| 3               | Chad Haga (USA)        | 71.             |
| 4               | Chris Hamilton (AUS)   | 103.            |
| 5               | Lennard Hofstede (NED) | 144.            |
| 6               | Sam Oomen (NED)        | 9.              |
| 7               | Laurens ten Dam (NED)  | 35.             |
| 8               | Louis Vervaeke (BEL)   | DNF-19          |

| AG2R La Mondiale ALM | AG2R La Mondiale ALM    | AG2R La Mondiale ALM |
| -------------------- | ----------------------- | -------------------- |
| Nr.                  | Fahrer                  | Platz                |
| 11                   | Alexandre Geniez (FRA)  | 11.                  |
| 12                   | François Bidard (FRA)   | 37.                  |
| 13                   | Mikaël Chérel (FRA)     | DNF-19               |
| 14                   | Nico Denz (GER)         | 62.                  |
| 15                   | Hubert Dupont (FRA)     | 20.                  |
| 16                   | Quentin Jauregui (FRA)  | 48.                  |
| 17                   | Matteo Montaguti (ITA)  | 42.                  |
| 18                   | Clément Venturini (FRA) | 104.                 |

| Androni Giocattoli-Sidermec ANS | Androni Giocattoli-Sidermec ANS | Androni Giocattoli-Sidermec ANS |
| ------------------------------- | ------------------------------- | ------------------------------- |
| Nr.                             | Fahrer                          | Platz                           |
| 21                              | Francesco Gavazzi (ITA)         | 53.                             |
| 22                              | Davide Ballerini (ITA)          | 68.                             |
| 23                              | Manuel Belletti (ITA)           | 123.                            |
| 24                              | Mattia Cattaneo (ITA)           | 33.                             |
| 25                              | Marco Frapporti (ITA)           | 119.                            |
| 26                              | Fausto Masnada (ITA)            | 26.                             |
| 27                              | Rodolfo Torres (COL)            | 59.                             |
| 28                              | Andrea Vendrame (ITA)           | 90.                             |

| Astana AST | Astana AST               | Astana AST |
| ---------- | ------------------------ | ---------- |
| Nr.        | Fahrer                   | Platz      |
| 31         | Miguel Ángel López (COL) | 3.         |
| 32         | Pello Bilbao (ESP)       | 6.         |
| 33         | Jan Hirt (CZE)           | 46.        |
| 34         | Tanel Kangert (EST)      | DNS-13     |
| 35         | Alexei Luzenko (KAZ)     | 87.        |
| 36         | Luis León Sánchez (ESP)  | 25.        |
| 37         | Davide Villella (ITA)    | 70.        |
| 38         | Andrei Seiz (KAZ)        | 67.        |

| Bahrain-Merida TBM | Bahrain-Merida TBM        | Bahrain-Merida TBM |
| ------------------ | ------------------------- | ------------------ |
| Nr.                | Fahrer                    | Platz              |
| 41                 | Domenico Pozzovivo (ITA)  | 5.                 |
| 42                 | Manuele Boaro (ITA)       | 75.                |
| 43                 | Niccolò Bonifazio (ITA)   | 113.               |
| 44                 | Matej Mohorič (SLO)       | 30.                |
| 45                 | Antonio Nibali (ITA)      | 100.               |
| 46                 | Domen Novak (SLO)         | 101.               |
| 47                 | Kanstantsin Siutsou (BLR) | DNS-1              |
| 48                 | Giovanni Visconti (ITA)   | 38.                |

| Bardiani CSF BRD | Bardiani CSF BRD         | Bardiani CSF BRD |
| ---------------- | ------------------------ | ---------------- |
| Nr.              | Fahrer                   | Platz            |
| 51               | Giulio Ciccone (ITA)     | 40.              |
| 52               | Simone Andreetta (ITA)   | 125.             |
| 53               | Enrico Barbin (ITA)      | 94.              |
| 54               | Andrea Guardini (ITA)    | DNF-4            |
| 55               | Mirco Maestri (ITA)      | DNF-19           |
| 56               | Manuel Senni (ITA)       | DNF-15           |
| 57               | Paolo Simion (ITA)       | 145.             |
| 58               | Alessandro Tonelli (ITA) | DNS-15           |

| BMC Racing Team BMC | BMC Racing Team BMC          | BMC Racing Team BMC |
| ------------------- | ---------------------------- | ------------------- |
| Nr.                 | Fahrer                       | Platz               |
| 61                  | Rohan Dennis (AUS)           | 16.                 |
| 62                  | Alessandro De Marchi (ITA)   | 65.                 |
| 63                  | Jempy Drucker (LUX)          | 118.                |
| 64                  | Kilian Frankiny (SUI)        | 43.                 |
| 65                  | Nicolas Roche (IRL)          | DNF-15              |
| 66                  | Jürgen Roelandts (BEL)       | 124.                |
| 67                  | Francisco José Ventoso (ESP) | 89.                 |
| 68                  | Loïc Vliegen (BEL)           | DNF-15              |

| Bora-Hansgrohe BOH | Bora-Hansgrohe BOH        | Bora-Hansgrohe BOH |
| ------------------ | ------------------------- | ------------------ |
| Nr.                | Fahrer                    | Platz              |
| 71                 | Davide Formolo (ITA)      | 10.                |
| 72                 | Cesare Benedetti (ITA)    | 108.               |
| 73                 | Sam Bennett (IRL)         | 112.               |
| 74                 | Felix Großschartner (AUT) | 27.                |
| 75                 | Patrick Konrad (AUT)      | 7.                 |
| 76                 | Christoph Pfingsten (GER) | 58.                |
| 77                 | Andreas Schillinger (GER) | 139.               |
| 78                 | Rüdiger Selig (GER)       | DNS-6              |

| Groupama-FDJ GFC | Groupama-FDJ GFC            | Groupama-FDJ GFC |
| ---------------- | --------------------------- | ---------------- |
| Nr.              | Fahrer                      | Platz            |
| 81               | Thibaut Pinot (FRA)         | DNS-21           |
| 82               | William Bonnet (FRA)        | DNF-19           |
| 83               | Matthieu Ladagnous (FRA)    | DNF-21           |
| 84               | Steve Morabito (SUI)        | 79.              |
| 85               | Georg Preidler (AUT)        | 29.              |
| 86               | Sébastien Reichenbach (SUI) | 22.              |
| 87               | Anthony Roux (FRA)          | 76.              |
| 88               | Jérémy Roy (FRA)            | 109.             |

| Israel Cycling Academy ICA | Israel Cycling Academy ICA | Israel Cycling Academy ICA |
| -------------------------- | -------------------------- | -------------------------- |
| Nr.                        | Fahrer                     | Platz                      |
| 91                         | Ben Hermans (BEL)          | 45.                        |
| 92                         | Guillaume Boivin (CAN)     | 117.                       |
| 93                         | Zak Dempster (AUS)         | 126.                       |
| 94                         | Krists Neilands (LAT)      | 73.                        |
| 95                         | Guy Niv (ISR)              | DNF-5                      |
| 96                         | Rubén Plaza (ESP)          | 47.                        |
| 97                         | Kristian Sbaragli (ITA)    | 111.                       |
| 98                         | Guy Sagiv (ISR)            | 141.                       |

| Lotto-Soudal LTS | Lotto-Soudal LTS         | Lotto-Soudal LTS |
| ---------------- | ------------------------ | ---------------- |
| Nr.              | Fahrer                   | Platz            |
| 101              | Tim Wellens (BEL)        | DNS-14           |
| 102              | Sander Armée (BEL)       | 57.              |
| 103              | Lars Bak (DEN)           | 106.             |
| 104              | Victor Campenaerts (BEL) | DNS-17           |
| 105              | Jens Debusschere (BEL)   | 136.             |
| 106              | Adam Hansen (AUS)        | 60.              |
| 107              | Tosh Van der Sande (BEL) | DNF-17           |
| 109              | Frederik Frison (BEL)    | 142.             |

| Mitchelton-Scott MTS | Mitchelton-Scott MTS          | Mitchelton-Scott MTS |
| -------------------- | ----------------------------- | -------------------- |
| Nr.                  | Fahrer                        | Platz                |
| 111                  | Esteban Chaves (COL)          | 72.                  |
| 112                  | Sam Bewley (NZL)              | 130.                 |
| 113                  | Jack Haig (AUS)               | 36.                  |
| 114                  | Christopher Juul-Jensen (DEN) | 74.                  |
| 115                  | Roman Kreuziger (CZE)         | 55.                  |
| 116                  | Mikel Nieve (ESP)             | 17.                  |
| 117                  | Svein Tuft (CAN)              | 147.                 |
| 118                  | Simon Yates (GBR)             | 21.                  |

| Movistar Team MOV | Movistar Team MOV        | Movistar Team MOV |
| ----------------- | ------------------------ | ----------------- |
| Nr.               | Fahrer                   | Platz             |
| 121               | Carlos Betancur (COL)    | 15.               |
| 122               | Richard Carapaz (ECU)    | 4.                |
| 123               | Víctor de la Parte (ESP) | 39.               |
| 124               | Rubén Fernández (ESP)    | 85.               |
| 125               | Antonio Pedrero (ESP)    | 92.               |
| 126               | Dayer Quintana (COL)     | 82.               |
| 127               | Eduardo Sepúlveda (ARG)  | 96.               |
| 128               | Rafael Valls (ESP)       | DNF-10            |

| Quick-Step Floors QST | Quick-Step Floors QST       | Quick-Step Floors QST |
| --------------------- | --------------------------- | --------------------- |
| Nr.                   | Fahrer                      | Platz                 |
| 131                   | Elia Viviani (ITA)          | 132.                  |
| 132                   | Eros Capecchi (ITA)         | 49.                   |
| 133                   | Rémi Cavagna (FRA)          | 115.                  |
| 134                   | Michael Mørkøv (DEN)        | 107.                  |
| 135                   | Fabio Sabatini (ITA)        | 129.                  |
| 136                   | Maximilian Schachmann (GER) | 31.                   |
| 137                   | Florian Sénéchal (FRA)      | 135.                  |
| 138                   | Zdeněk Štybar (CZE)         | 80.                   |

| Dimension Data DDD | Dimension Data DDD               | Dimension Data DDD |
| ------------------ | -------------------------------- | ------------------ |
| Nr.                | Fahrer                           | Platz              |
| 141                | Louis Meintjes (RSA)             | DNS-17             |
| 142                | Igor Antón (ESP)                 | DNF-15             |
| 143                | Natnael Berhane (ERI)            | 83.                |
| 144                | Ryan Gibbons (RSA)               | 84.                |
| 145                | Ben King (USA)                   | 44.                |
| 146                | Ben O’Connor (AUS)               | DNF-19             |
| 147                | Jacques Janse van Rensburg (RSA) | 78.                |
| 148                | Jacobus Venter (RSA)             | 95.                |

| EF Education First-Drapac EFD | EF Education First-Drapac EFD | EF Education First-Drapac EFD |
| ----------------------------- | ----------------------------- | ----------------------------- |
| Nr.                           | Fahrer                        | Platz                         |
| 151                           | Michael Woods (CAN)           | 19.                           |
| 152                           | Thomas Scully (NZL)           | DNS-14                        |
| 153                           | Hugh Carthy (GBR)             | 77.                           |
| 154                           | Mitchell Docker (AUS)         | 131.                          |
| 155                           | Joseph Dombrowski (USA)       | 63.                           |
| 156                           | Sacha Modolo (ITA)            | 88.                           |
| 157                           | Tom Van Asbroeck (BEL)        | 133.                          |
| 158                           | Nathan Brown (USA)            | 52.                           |

| Katusha-Alpecin TKA | Katusha-Alpecin TKA         | Katusha-Alpecin TKA |
| ------------------- | --------------------------- | ------------------- |
| Nr.                 | Fahrer                      | Platz               |
| 161                 | Maxim Belkow (RUS)          | 127.                |
| 162                 | Alex Dowsett (GBR)          | 120.                |
| 163                 | José Gonçalves (POR)        | 14.                 |
| 164                 | Wjatscheslaw Kusnezow (RUS) | 105.                |
| 165                 | Maurits Lammertink (NED)    | 41.                 |
| 166                 | Tony Martin (GER)           | 110.                |
| 167                 | Baptiste Planckaert (BEL)   | 116.                |
| 168                 | Mads Würtz Schmidt (DEN)    | 81.                 |

| LottoNL-Jumbo TLJ | LottoNL-Jumbo TLJ       | LottoNL-Jumbo TLJ |
| ----------------- | ----------------------- | ----------------- |
| Nr.               | Fahrer                  | Platz             |
| 171               | Enrico Battaglin (ITA)  | 34.               |
| 172               | George Bennett (NZL)    | 8.                |
| 173               | Koen Bouwman (NED)      | 50.               |
| 174               | Jos van Emden (NED)     | 99.               |
| 175               | Robert Gesink (NED)     | 23.               |
| 176               | Gijs Van Hoecke (BEL)   | 122.              |
| 177               | Bert-Jan Lindeman (NED) | 114.              |
| 178               | Danny van Poppel (NED)  | 121.              |

| Team Sky SKY | Team Sky SKY           | Team Sky SKY |
| ------------ | ---------------------- | ------------ |
| Nr.          | Fahrer                 | Platz        |
| 181          | Chris Froome (GBR)     | 1.           |
| 182          | David de la Cruz (ESP) | 56.          |
| 183          | Kenny Elissonde (FRA)  | 51.          |
| 184          | Sergio Henao (COL)     | 13.          |
| 185          | Wassil Kiryjenka (BLR) | DNF-19       |
| 186          | Christian Knees (GER)  | 91.          |
| 187          | Wout Poels (NED)       | 12.          |
| 188          | Salvatore Puccio (ITA) | 64.          |

| Trek-Segafredo TFS | Trek-Segafredo TFS       | Trek-Segafredo TFS |
| ------------------ | ------------------------ | ------------------ |
| Nr.                | Fahrer                   | Platz              |
| 191                | Gianluca Brambilla (ITA) | 18.                |
| 192                | Laurent Didier (LUX)     | 97.                |
| 193                | Niklas Eg (DEN)          | 93.                |
| 194                | Markel Irízar (ESP)      | 134.               |
| 195                | Ryan Mullen (IRL)        | 138.               |
| 196                | Jarlinson Pantano (COL)  | 54.                |
| 197                | Boy van Poppel (NED)     | 137.               |
| 198                | Mads Pedersen (DEN)      | 140.               |

| UAE Team Emirates UAD | UAE Team Emirates UAD      | UAE Team Emirates UAD |
| --------------------- | -------------------------- | --------------------- |
| Nr.                   | Fahrer                     | Platz                 |
| 201                   | Fabio Aru (ITA)            | DNF-19                |
| 202                   | Darwin Atapuma (COL)       | 61.                   |
| 203                   | Valerio Conti (ITA)        | 24.                   |
| 204                   | Vegard Stake Laengen (NOR) | 102.                  |
| 205                   | Marco Marcato (ITA)        | 69.                   |
| 206                   | Manuele Mori (ITA)         | 66.                   |
| 207                   | Jan Polanc (SLO)           | 32.                   |
| 208                   | Diego Ulissi (ITA)         | 28.                   |

| Wilier Triestina-Selle Italia WIL | Wilier Triestina-Selle Italia WIL | Wilier Triestina-Selle Italia WIL |
| --------------------------------- | --------------------------------- | --------------------------------- |
| Nr.                               | Fahrer                            | Platz                             |
| 211                               | Jakub Mareczko (ITA)              | DNF-9                             |
| 212                               | Liam Bertazzo (ITA)               | 143.                              |
| 213                               | Marco Coledan (ITA)               | 146.                              |
| 214                               | Giuseppe Fonzi (ITA)              | 149.                              |
| 215                               | Jacopo Mosca (ITA)                | 98.                               |
| 216                               | Alex Turrin (ITA)                 | 86.                               |
| 217                               | Edoardo Zardini (ITA)             | DNS-7                             |
| 218                               | Eugert Zhupa (ALB)                | 148.                              |